# Centaurea bovina
Centaurea bovina là một loài thực vật có hoa trong họ Cúc. Loài này được Velen. mô tả khoa học đầu tiên.